# 陈长兴
陳長興（1771年—1853年），字雲亭，河南焦作人，祖籍山西晉城，陳家溝十四世。

## 太極拳老架前身
陳長興由其父陳秉旺所傳。將祖傳長拳一路，一套（砲捶）稱為二路，精煉改良，形成後來人稱為太極拳之老架或大架。但據楊氏、吳氏等太極名門傳承說法，陳長興的太極拳乃蔣發所傳，但並無相關有力證據顯示此為事實，一般根據多來自清末或民初的拳家敘述，缺乏說服力，且此與一般武術演進歷程不符。據傳，蔣發為陳家之僕，陳氏自有拳術，陳長興斷無捨棄家傳武學，從僕役習武之理。且明清一代，主僕之分嚴明，僕越俎代庖之事，發生機率微乎其微。遑論僅根據民初拳家說法，根本無法判定蔣發是否真有其人，此等蔣發傳拳言論不無疑問。陳長興站樁立身端正，落地生根，不偏不倚，穩如泰山，故人稱其為「牌位大王」，無論由人怎樣，推、擠、拉、扯，其樁步絲毫不動。

## 生平
陳長興先以保鏢為業。走鏢山東。
清道光年間，河北廣平府永年城西大街「泰和堂」東主，陳德瑚（陳家溝人）僱用陳長興護院，教店員武術，保店自衛，少年楊露禪、李伯魁（同是永年人），在此學得陳長興長拳，後來楊露禪隨陳長興再投保鏢行業。晚年，與子陳耕耘加盟北京「得勝鏢局」，留在京都設館授徒。有名弟子有，其子陳耕耘，以及宗姪陳花悔、陳懷遠、楊露禪（福魁）等。